# گریت وال سایلور
گریت وال سایلور یک وانت سایز بزرگ که توسط شرکت گریت وال موتورز تولید شده‌است.

## بررسی اجمالی
این خودرو یک وانت پیکاپ است که از سال ۲۰۰۱ تا ۲۰۱۰ تولید شده‌است. گریت وال سایلور مجهز به یک موتور ۴ سیلندر بنزینی ۲٫۲ لیتری و جعبه دنده ۵ سرعته دستی است.

این خودرو بر پایه پلتفرم نیسان رونیز ساخته شه است.

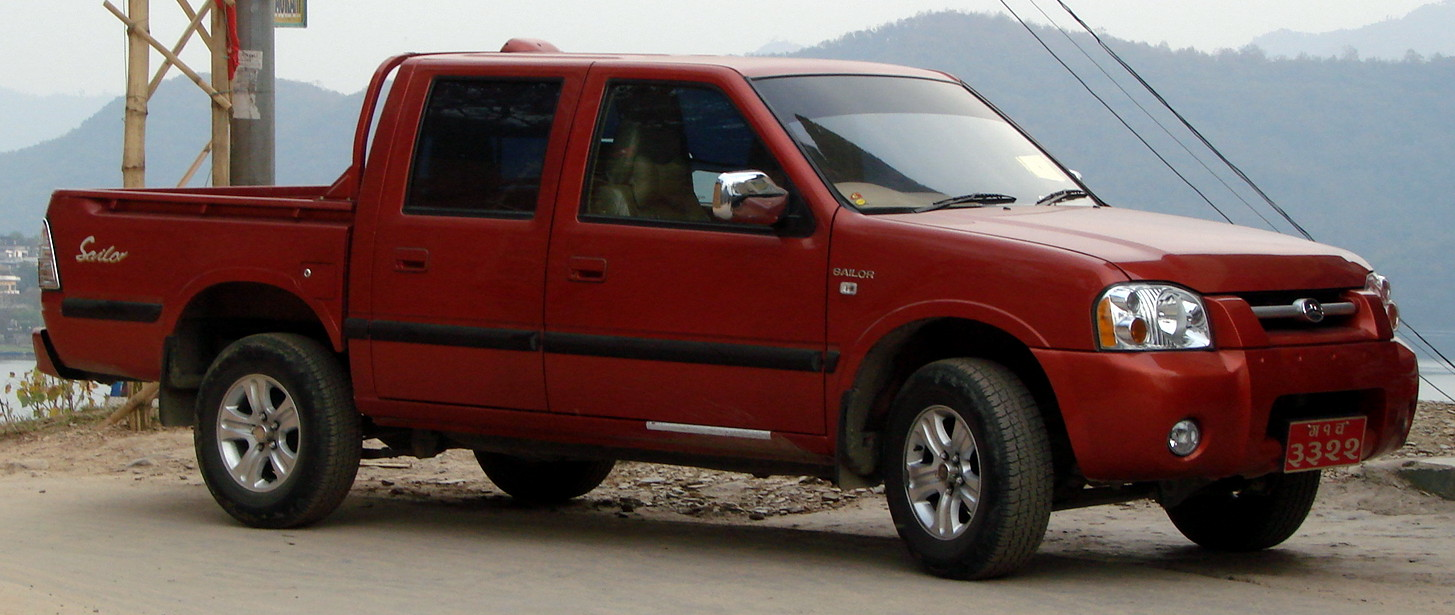
نمای جلو
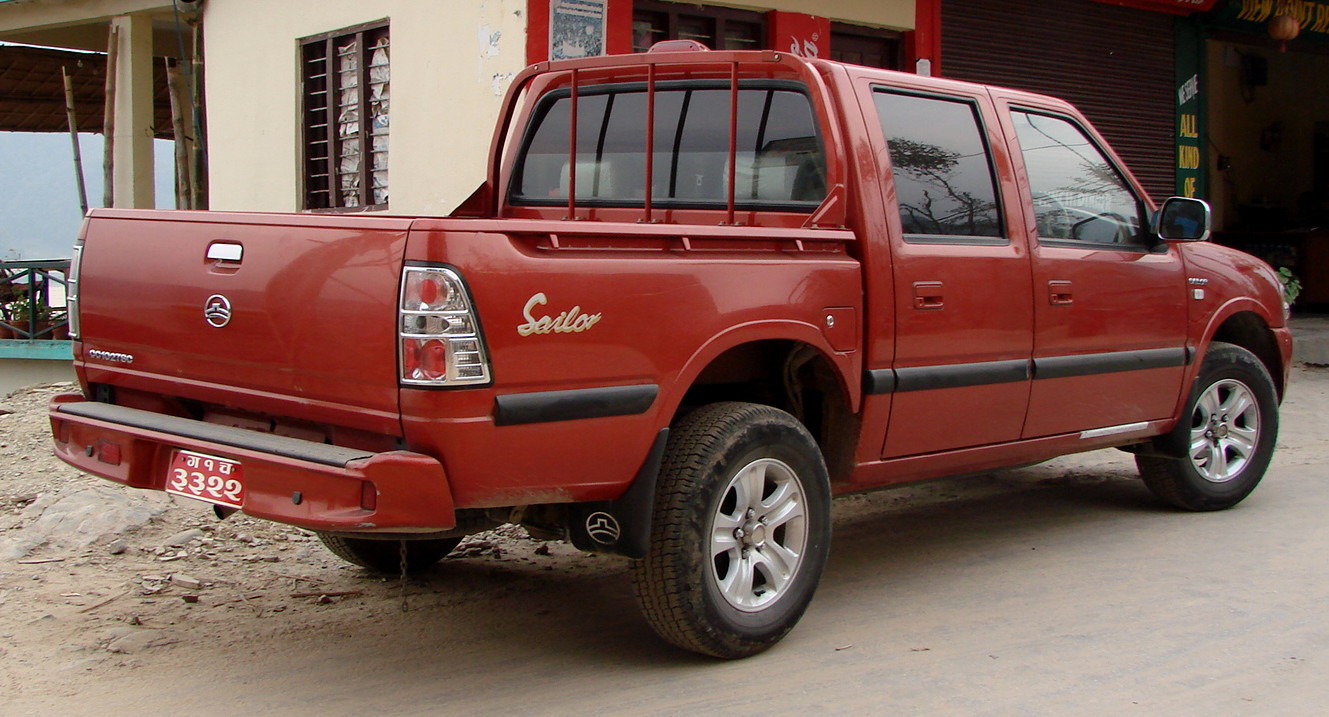
نمای عقب
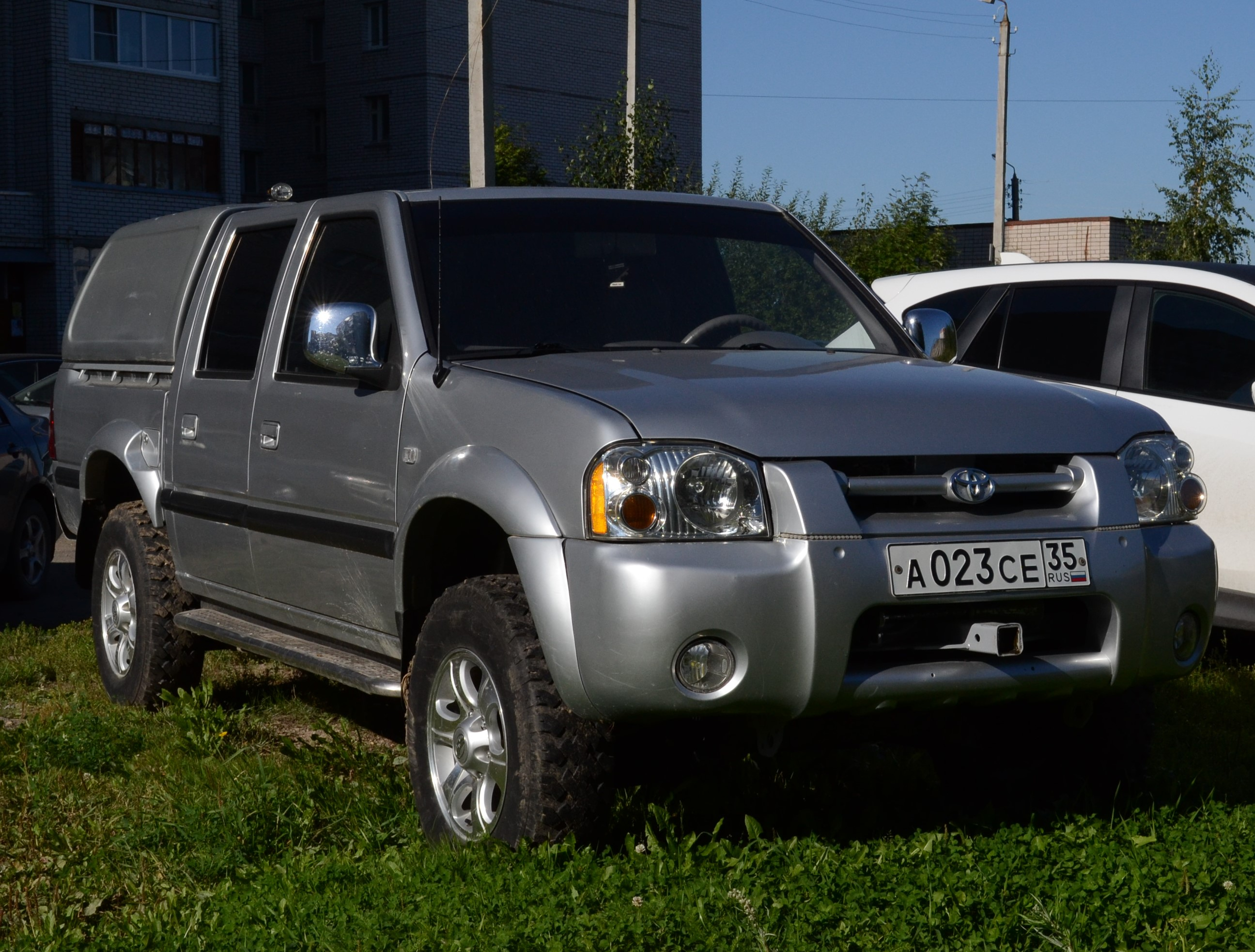
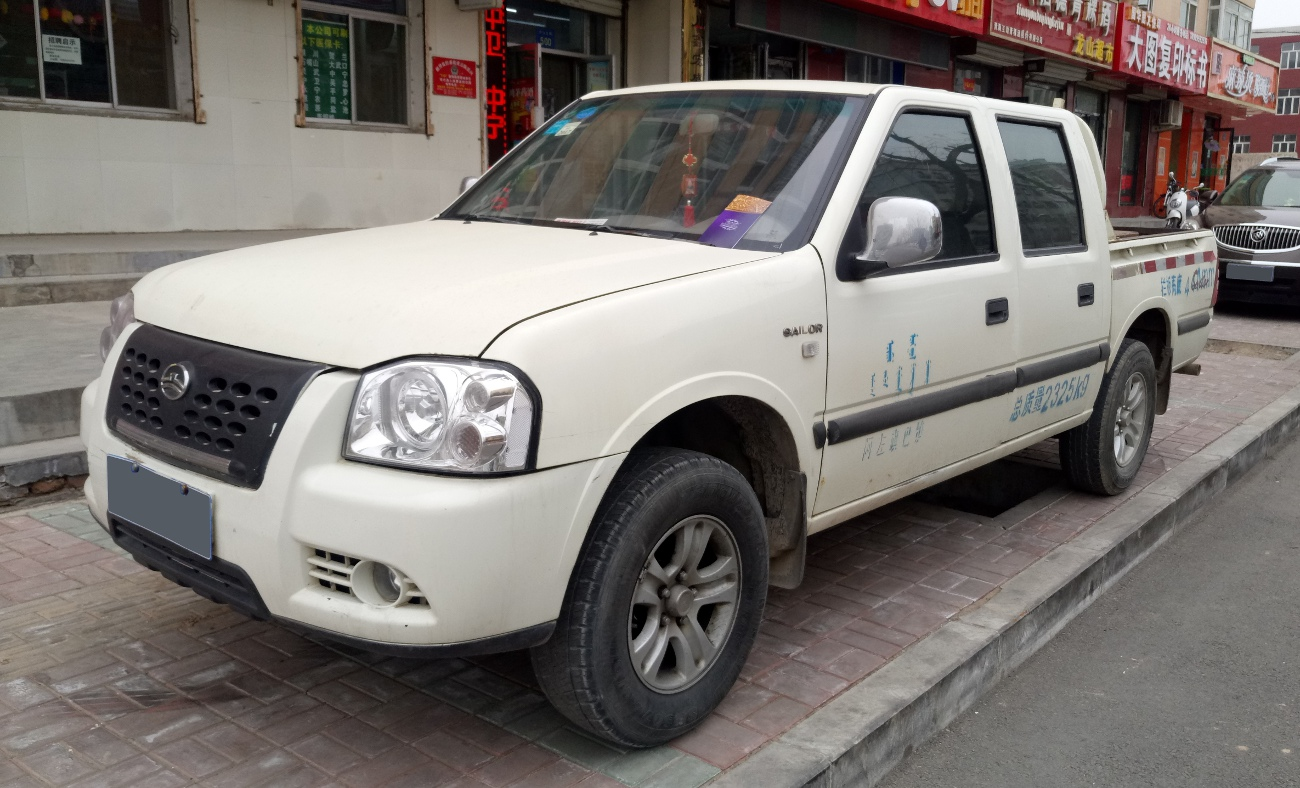